# Rogan josh

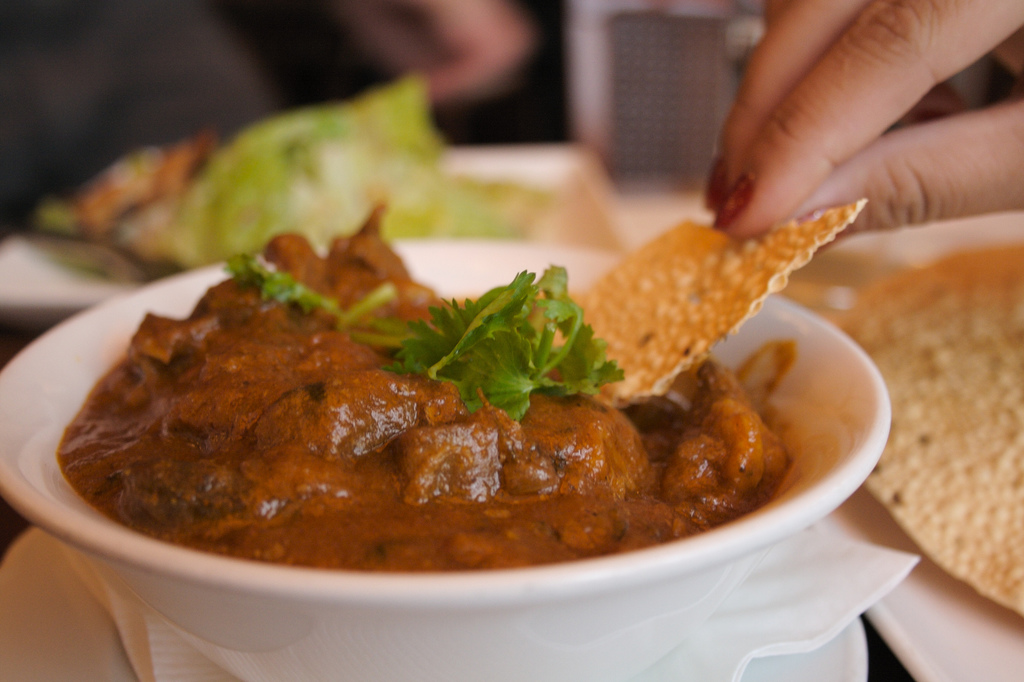
Rogan josh

Rogan josh, rogan dźosz – danie kuchni indyjskiej, popularne zwłaszcza w Kaszmirze. Słowo Rogan oznacza w farsi sklarowane masło ghee, natomiast josh znaczy „gorący”, tak więc Rogan Josh to po prostu mięso duszone w maśle ghee, przy użyciu odpowiedniego zestawu przypraw. Sama potrawa posiada wiele odmian.